# Franklinville (Carolina do Norte)
Franklinville é uma cidade  localizada no estado norte-americano de Carolina do Norte, no Condado de Randolph.

## Demografia
Segundo o censo norte-americano de 2000, a sua população era de 1258 habitantes.
Em 2006, foi estimada uma população de 1307, um aumento de 49 (3.9%).

## Geografia
De acordo com o United States Census Bureau tem uma área de
3,2 km², dos quais 3,2 km² cobertos por terra e 0,0 km² cobertos por água.

## Localidades na vizinhança
O diagrama seguinte representa as localidades num raio de 16 km ao redor de Franklinville.